# Ainhoa Tirapu de Goñi

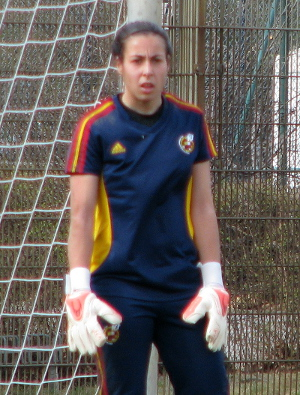
Ainhoa Tirapu de Goñi im Jahr 2012

Ainhoa Tirapu de Goñi, teilweise auch nur Ainhoa genannt, (* 4. September 1984) ist eine spanische Fußballspielerin. Sie nahm mit der A-Nationalmannschaft an der Europameisterschaft 2013 teil.

## Sportlicher Werdegang
Tirapu begann mit dem Fußballspielen bei SD Lagunak. Über den CF Puebla Extremadura kam sie 2005 zur Mannschaft von Athletic Bilbao. Dort etablierte sie sich ein Jahr später als Stammtorhüterin in der Superliga Femenina und gewann mit der Mannschaft 2007 den Meistertitel. Mit dem Klub stand sie zudem 2012 im Endspiel um die Copa de la Reina, das jedoch gegen Espanyol Barcelona verloren ging.
Nachdem Tirapu bereits Juniorennationalspielerin gewesen war, debütierte sie 2007 in der spanischen Nationalmannschaft. Mit dieser nahm sie an der Europameisterschaft 2013 teil und erreichte das Viertelfinale. Sie kam dabei in allen vier Endrundenspielen zum Einsatz.